# Akr
Akr (engl. acre) jedinica je površine zemljišta koja se koristi u imperijalnom i uobičajenom u SAD sistemu. Tradicionalno je definisan kao područje širine jednog lanca i dužine jednog furlonga (66 sa 660 ft), što je tačno jednako 10 kvadratnih lanaca, 1⁄640 kvadratnih milja, ili 4.047 m², i približno 4.047 m², ili oko 40% hektara. Na osnovu Međunarodnog sporazuma o jardu i funti iz 1959. godine može se deklarisati da je akr tačno 4.046,8564224 kvadratnih metara. Akr je zvanična mera u Sjedinjenim Državama i ranije je bio u Ujedinjenom Kraljevstvu i gotovo svim zemljama bivše Britanske imperije, iako se neformalna upotreba nastavlja.
U Sjedinjenim Državama koriste se i međunarodni akri i geodetski akri, ali se oni razlikuju samo za dva dela na milion. Najčešća upotreba akra je kao mera površine zemljišta. 
Tradicionalno, u srednjem veku, akr je bio definisan kao površina zemljišta koju u jednom danu može da preore par volova.

## Opis
Jedan akr je jednak 1⁄640 (0,0015625) kvadratnih milja, 4.840 kvadratnih jardi, 43.560 kvadratnih stopa ili oko 4.047 kvadratnih metara (0,4047 hektara) (pogledajte ispod). Dok sve moderne varijante akra sadrže 4.840 kvadratna jarda, postoje alternativne definicije jarda, tako da tačna veličina akra zavisi od određenog jarda na kojem se zasniva. Prvobitno, akr je bio shvaćen kao parcela zemljišta veličine četrdeset roda (660 ft, ili 1 furlong) duga i četiri roda (66 ft) široka; ovo se takođe moglo biti shvaćeno kao aproksimacija količine zemljišta koju bi jaram volova mogao da preore u jednom danu (furlog je bio dug jednu brazdu). Kvadrat koji zauzima jedan akr je približno 69,57 jardi, ili 208 stopa i 9 inča (63,61 m) na jednoj strani. Kao jedinica mere, akr nema propisani oblik; bilo koja površina od 43.560 kvadratnih stopa je akr.

## Američki geodetski akr
U međunarodnom sporazumu o jardu i funti iz 1959. godine Sjedinjene Države i pet zemalja Komonvelta nacija definisale su međunarodni jard da bude tačno 0,9144 metra. Iz toga sledi da se „međunarodni akr” može deklarisati kao tačno 4.046,8564224 kvadratnih metara, mada to nema osnovu u bilo kojem međunarodnom sporazumu.
Međunarodni akr i geodetski akr SAD sadrže 1⁄640 kvadratne milje ili 4.840 kvadratnih jarda, ali se koriste alternativne definicije jarda (pogledajte geodetsku stopu i jard), tako da tačna veličina akra zavisi od toga na kojem jardu je bazirana. Američka geodetski akr je oko 4.046,872609874252 kvadratnih metara. Njegova tačna vrednost (4046+13,525,426/15,499,969 m²) se zasniva na inču definisanom na tačno: 1 metar = 39,37 inča, kako je utvrđeno u Mendenhalovom proglasu. Geodeti u Sjedinjenim Američkim Državama koriste međunarodne i geodetske stope, a samim tim i oba varijeteta akra.
Budući da je razlika između američkog geodetskog akra i međunarodnog akra samo oko jedne četvrtine veličine A4 papira (0,016 kvadratnih metara, 160 kvadratnih centimetara ili 24,8 kvadratnih inča), obično nije važno koji se razmatra. Područja se retko mere sa dovoljnom preciznošću da bi se različite definicije mogle otkriti.

## Upotreba
Akr se široko koristi u brojnim sadašnjim i bivšim zemljama Komonvelta kao uobičajena jedinica, a u nekoliko zemalja je i dalje statutarna mera u pravnim poslovima. Time su obuhvaćeni Antigva i Barbuda, Američka Samoa, Bahame, Belize, the Britanska Devičanska Ostrva, Kajmanska Ostrva, Kanada, Dominika, Foklandska ostrva, Grenada, Gana, Gvam, Severna Marijanska Ostrva, Jamajka, Montserat, Samoa, Sveta Lucija, Sv. Jelena, Sent Kits i Nevis, Sent Vinsent i Grenadini, Terks i Kejkos, Ujedinjeno Kraljevstvo, Sjedinjene Države i Američka Devičanska Ostrva.

### Ujedinjeno Kraljevstvo
Upotreba akra kao primarne jedinice u trgovini u Ujedinjenom Kraljevstvu je prestala da se dozvoljava od 1. oktobra 1995. godine, zbog izmene i dopune Zakona o težinama i merama iz 1994, gde je zamenjena hektarima - iako je njegova upotreba kao dopunske jedinica dozvoljena na neodređeno vreme. Postojalo je izuzeće za registraciju zemljišta, pri čemu se evidentira prodaja i posedovanje zemljišta. Godine 2010. je okončana ovakva praksa vođenja zemljišnih knjiga. Ova mera se još uvek koristi za komunikaciju s javnošću, i neformalno (izvan ugovora) od strane poljoprivredne i imovinske industrije.